# HMCS Parry Sound (K341)
HMCS Parry Sound (K341) je bila korveta izboljšanega razreda Flower, ki je med drugo svetovno vojno plula pod zastavo Kraljeve kanadske vojne mornarice.

## Zgodovina
Ladja je bila v lasti Kraljeve kanadske vojne mornarice vse do leta 1950, ko so jo prodali v Honduras, kjer je bila preurejena v trgovsko ladjo Olympic Champion. Leta 1956 je bila ladja prodana na Japonsko.